# 律旋法

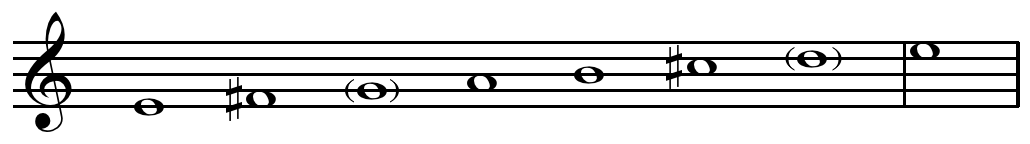
律旋法

律旋法（りつせんぽう）は、日本の旋法の一つ。

## 概要
宮、商、嬰商、角、徴、羽および嬰羽の7音であり、角が宮の上完全4度にあるのがその特徴である。
雅楽では、平調、黄鐘調、盤渉調がこれに属する。
中国の羽調に相当する。